# Ivan Mlinar (politik)
Ivan Mlinar, slovenski delavski organizator, novinar in politik, *  24. januar 1869, Idršek, † 17. avgust 1946, Ljubljana.
Mlinar je v Ljubljani od leta 1884 do 1894 dokončal nižjo gimnazijo se nato v Celju izučil za tiskarja. Od leta 1893 do 1914 je delal kot stavec v Celju (1893-1896), Gradcu, Zagrebu (1907-1914) in Ljubljani; 1914 se je zaposlil pri okrajni bolniški blagajni v Ljubljani. Junija 1893 se je včlanil v Jugoslovansko socialnodemokratsko stranko (JSDS) in bil od 1897 do 1919 tajnik strankine organizacije tiskarjev, ter od 1907 do 1914 član ožjega odbora stranke. Leta 1908 in 1913 je na strankini listi kandidiral v Trebnjem in Ljubljani za poslanca v kranjskem deželnem zboru, 1911 pa v Metliki tudi za državni zbor, vendar je na volitvah dobil premalo glasov. Mlinar je veljal za zelo dobrega organizatorja in strpnega politika zmerne socialnodemokratske usmeritve.
Mlinar je s članki sodeloval pri glasilu Naši zapisi. Glasilo je tudi izdajal in bil njegov odgovorni urednik (1905-1907). Izdajal pa je še Delavca (1914-1918) in urejal liste Naprej (1917-1918, 1920-1928), Zarja (1922-1923), Delavska politika (1926-1941). V vseh teh listih je objavljal tudi svoje članke.